# Gylfi Einarsson
Gylfi Einarsson (Reikiavik, Islandia, 27 de octubre de 1978) es un futbolista islandés, se desempeña como centrocampista y actualmente se encuentra sin equipo.

## Clubes
| Club          | País       | Años        |
| ------------- | ---------- | ----------- |
| Fylkir        | Islandia   | 1996 - 2000 |
| Lillestrøm SK | Noruega    | 2000 - 2004 |
| Leeds United  | Inglaterra | 2004 - 2007 |
| SK Brann      | Noruega    | 2008 - 2010 |
| Fylkir        | Islandia   | 2011        |

- Datos: Q2602881